# 高池の虫喰岩

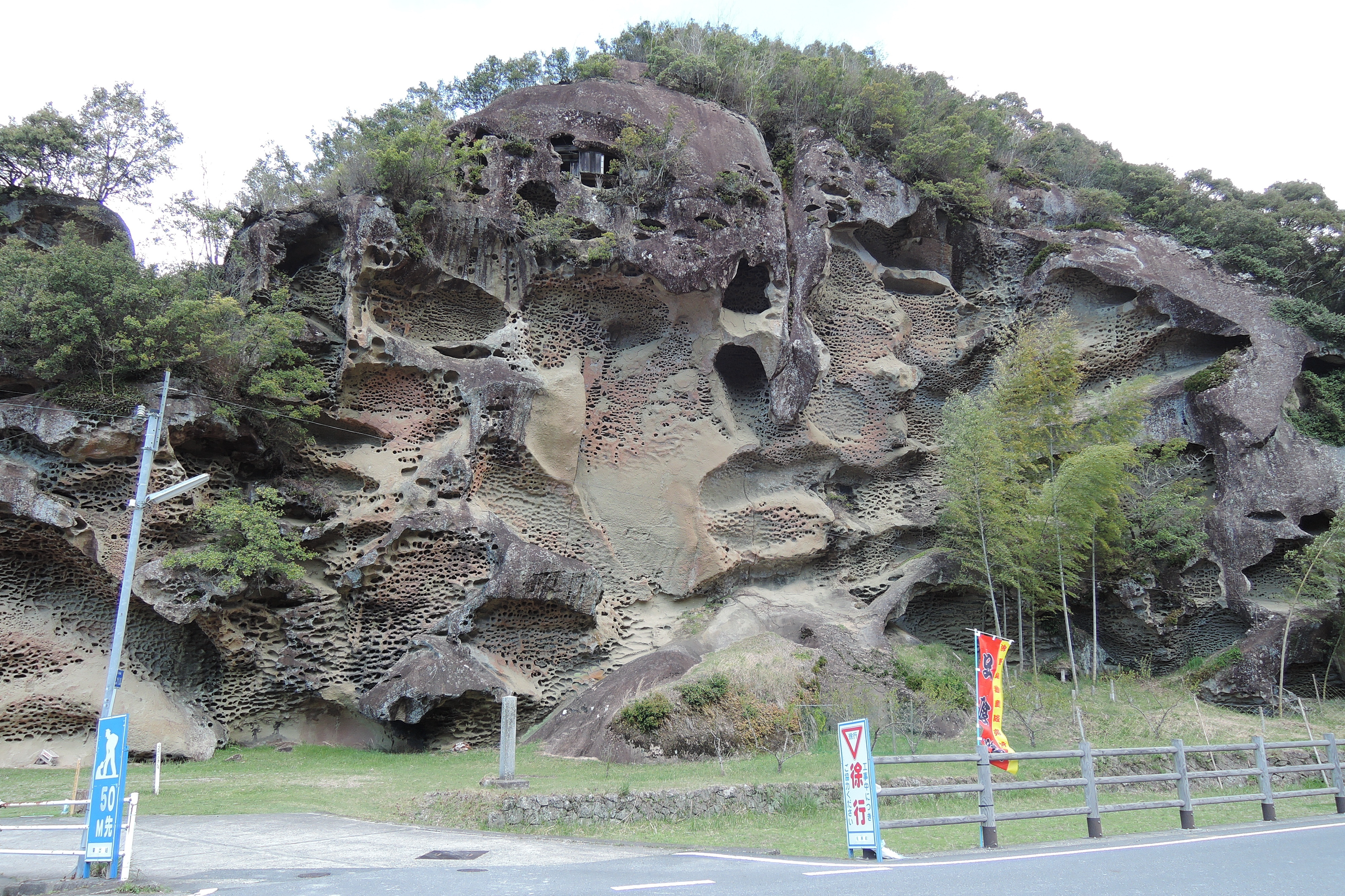
高池の虫喰岩

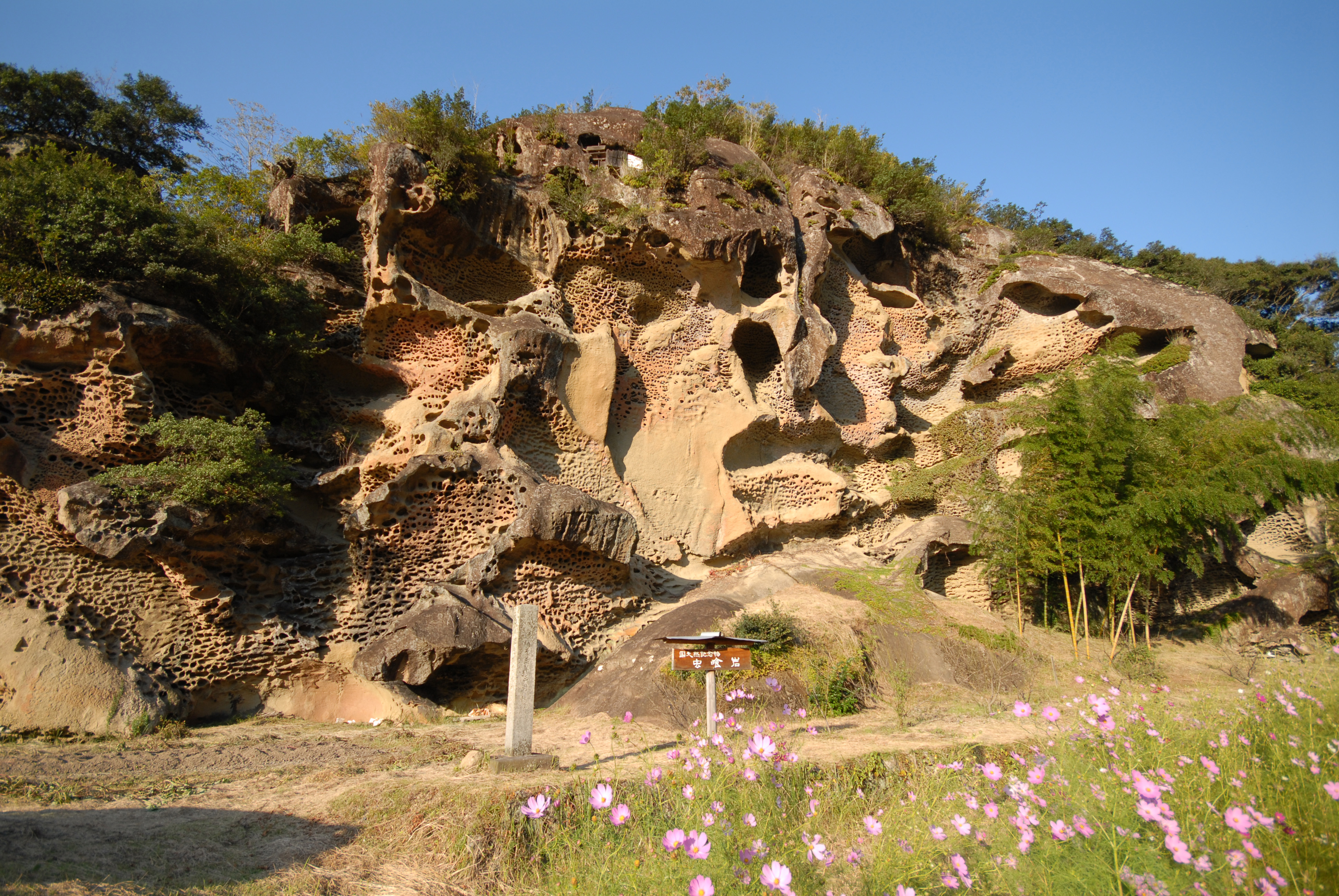
高池の虫喰岩

高池の虫喰岩（たかいけのむしくいいわ）は、和歌山県東牟婁郡古座川町池野山、和歌山県道227号田原古座線沿いに位置する奇岩であり、国の天然記念物に指定されている（1935年〈昭和10年〉12月24日指定）。

## 概要
西面が文字どおり虫喰い状になったこの大岩は、全高約60メートルで、 風化を受けやすい部分が侵食された穴が無数にあいている。これらの穴は直径約10センチメートルで深さ4 - 5センチメートルぐらいものが多いが、1メートル以上のものも見られる。

## 地質
高池の虫喰岩は、およそ1500万年-1400万年前に起こった流紋岩質マグマの噴出により、地下の火道として形成された東西約22キロメートルに延びる「古座川弧状岩脈」（日本の地質百選選定）の一部であり、流紋岩質凝灰岩が風化したものである。虫喰い状の風化の成因としては、岩の表面から蒸発する水に含まれた石膏など塩類の微結晶が成長して岩面が破壊されるためとされるが、火山ガスが抜けた跡といわれるなど諸説ある。
この高池の虫喰岩と同じように形成された奇岩として、古座川町月の瀬には、侵食された岩の模様がボタン（牡丹）の花のように見えることから名づけられた「牡丹岩」があり、また東牟婁郡那智勝浦町、国道42号の浦神湾沿いには、同様に「浦神の虫喰岩」（那智勝浦町の天然記念物、2010年〈平成22年〉5月22日指定）がある。

## 伝承
高池の虫喰岩には、耳の疾患に対して、穴のあいた小石に糸を通して願をかけると平癒するという信仰がある。
また、魔物が古座川の一枚岩を食べようとした時に、犬が襲いかかったことで逃げ去ったという「守り犬」の伝説によると、一枚岩の東に位置する高池の虫喰岩は、現在の太地町となる古座川弧状岩脈の東端に棲んでいた魔物が、大好きな岩を東側から食べていった際の跡といわれる。